# Петър Апостолов
Петър Хр. Апостолов е български революционер, скопски войвода на Вътрешната македоно-одринска революционна организация.

## Биография
Петър Апостолов е роден през 1883 година в Кюстендил. Присъединява се към ВМОРО и на 28 декември 1903 година влиза в Македония начело на чета в състав.
| Чета на Петър Апостолов, декември 1903 година | Чета на Петър Апостолов, декември 1903 година | Чета на Петър Апостолов, декември 1903 година | Чета на Петър Апостолов, декември 1903 година | Чета на Петър Апостолов, декември 1903 година   |
| Номер                                         | Име                                           | Селище                                        | Околия                                        | Забележка                                       |
| --------------------------------------------- | --------------------------------------------- | --------------------------------------------- | --------------------------------------------- | ----------------------------------------------- |
| 1.                                            | Петър Апостолов                               | Кюстендил                                     | Кюстендилска                                  |                                                 |
| 2.                                            | Петър Костов                                  | Катуница                                      | Конушка                                       |                                                 |
| 3.                                            | Георги Неделков                               | Прилеп                                        | Прилепска                                     | убит в Драмча на 2 април 1905 година            |
| 4.                                            | Борис Андонов                                 | Прилеп                                        | Прилепска                                     | завърнал се на 12 април 1905 година за поправка |
| 5.                                            | Спиро Дильов                                  | Скопие                                        | Скопска                                       |                                                 |
| 6.                                            | Стойко Алексов                                | Куманово                                      | Кумановска                                    | завърнал се на 10 март 1905 година по болест    |
| 7.                                            | Константин Андонов                            | Скопие                                        | Скопска                                       |                                                 |
| 8.                                            | Стоян Панев Шукев                             | Барбарево                                     | Кратовско                                     | убит в Ратовица на 2 април 1905 година          |
| 9.                                            | Милан Николов                                 | Прилеп                                        | Прилепска                                     |                                                 |
| 10.                                           | Кръсто В. Реждилов                            | Етрополе                                      | Етрополска                                    | завърнал се                                     |
| 11.                                           | Велко Манов                                   | Ореше                                         | Велешка                                       | убит в Драмча на 2 април 1905 година            |
| 12.                                           | Георги Мирев                                  | Прилеп                                        | Прилепска                                     | завърнал се на 12 април 1905 година за поправка |
| 13.                                           | Симеон Величков                               | Куманово                                      | Скопско                                       | завърнал се на 12 април 1905 година за поправка |
| 14.                                           | Богдан Ацев                                   | Скопие                                        | Скопско                                       | завърнал се на 12 април 1905 година за поправка |
| местен четник                                 | Милош                                         | Татамир                                       | Кратовско                                     | убит в Ратовица на 2 април 1905 година          |
| местен четник                                 | Митруш                                        | Павлишенци                                    | Кратовско                                     | убит в Ратовица на 2 април 1905 година          |
| местен четник                                 | Наум                                          | Стармуш                                       | Кратовско                                     | убит в Ратовица на 2 април 1905 година          |
| местен четник                                 | Яне                                           | Ругянци                                       | Кумановско                                    |                                                 |
| местен четник                                 | Милан Ефтимов                                 | Ратовица                                      | Кратовско                                     | [ 3 ]                                           |